# Aristodemo de Mesenia

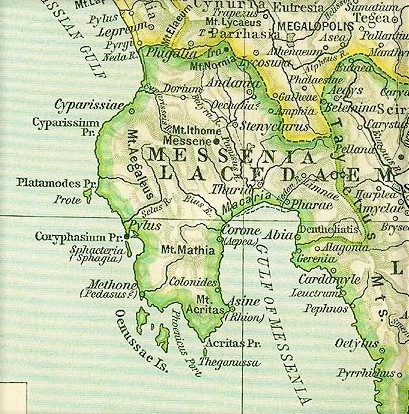
Mapas de la prefectura de Mesenia, mapas que muestran la historia de William R. Shepherd, mapas antiguos de la antigua Grecia

Aristodemo (en griego antiguo: Ἀριστόδημος) fue un rey de Mesenia, héroe de la primera guerra mesenia y sucesor de Eufaes.

## Biografía
En el sexto año de la primera guerra mesenia, los mesenios enviaron al adivino Tisis al oráculo de Delfos para pedir consejo sobre la forma de salvar el país de la invasión espartana. A su vuelta, Tisis comunicó que la salvación requería el sacrificio a Hades de una virgen perteneciente a la casa de los epítidas. Se realizó un sorteo para elegir a la víctima, obteniéndose en primer lugar el nombre de la hija de Licisco, un noble epítida, pero el vidente ciego Epébolo dijo que la niña no era hija suya. En cualquier caso, Licisco huyó a Esparta con su familia para evitar el sacrificio de su hija.
Sin embargo, el oráculo había añadido que si, por alguna razón, no fuera posible sacrificar la niña elegida por sorteo, sería posible elegir en su lugar a otra. Aristodemo, un valiente guerrero perteneciente también a la casa epítida, se ofreció a sacrificar a su hija para conseguir la liberación del país, pero un joven mesenio enamorado de la chica afirmó que ella esperaba un hijo suyo con el fin de salvarla. Furioso por esta declaración, Aristodemo mató a su hija y le abrió el vientre para demostrar la ausencia de embarazo. El vidente Epébolo rechazó la validez del sacrificio diciendo que la hija de Aristodemo no había sido sacrificada a los dioses sino para salvar el honor de su padre. El rey Eufaes logró, sin embargo, convencer a los mesenios de que el requerimiento del oráculo de Delfos se había cumplido.
Mientras, en Esparta se desconocía el vaticinio de Delfos y el modo en que fue cumplido, y durante cinco años los lacedemonios se abstuvieron de atacar Mesenia, hasta que una serie de oráculos favorables les animó a embarcarse en una nueva campaña contra Itome, la fortaleza de Mesenia. Se libró una feroz batalla en la que el rey Eufaes perdió la vida, y como no había otros herederos al trono, Aristodemo fue aclamado rey por los mesenios, a pesar de la oposición de los adivinos Ofioneo y Epébolo, que no lo consideraban digno del trono por los sucesos ocurridos anteriormente (729 a. C. aprox.)
Aristodemo se mostró digno de la confianza depositada en él, y en el 724 a. C. obtuvo una gran victoria sobre los lacedemonios. Sin embargo, los lacedemonios consiguieron por medio de un engaño lo que no obtuvieron por medio de las armas, tras hacer creer a Aristodemo que Mesenia había sido condenada a la destrucción. El rey, desesperado, acabó con su vida en la tumba de su hija, después de un reinado de seis años.
| Predecesor: Eufaes | Reyes de Mesenia | Sucesor: Dames, Cleonis y Fileo |